# Nollestrand
Het Nollestrand is een zandstrand gelegen aan de Westerschelde, nabij Vlissingen in Zeeland. Het strand is sinds 2004 onderscheiden met de Blauwe Vlag. De exploitatie van het strand wordt verzorgd door Stichting Strandexploitatie Veere.

## Ligging en omgeving
Het strand bevindt zich ten noordwesten van het Badstrand bij het Nollehoofd. Nabijgelegen locaties zijn onder andere het Nollebos, het strand Westduin en de boulevard van Vlissingen. Het strand is een uitgangspunt voor wandelingen naar Dishoek en Zoutelande.

## Voorzieningen
Het strand heeft een parkeerterrein op ongeveer 250 meter afstand, een rolstoelvriendelijke toegang, douches, toiletten (inclusief een gehandicaptentoilet), vuilnisbakken, een strandpaviljoen en een EHBO-post. Loopplanken worden jaarlijks in mei geplaatst om de toegankelijkheid te verbeteren. In de zomer zijn er strandwachten aanwezig en kunnen bezoekers strandcabines huren. Sinds 2020 zijn er tien nieuwe, luxere slaaphuisjes op het strand geplaatst. Tijdens het badseizoen gelden er beperkingen voor honden en paardrijden.

## Geschiedenis
Het Nollestrand heeft in het verleden te maken gehad met erosieproblemen. In 1984 werden er plannen ontwikkeld om de kuststrook bij het Nollestrand te verhogen en verbreden om de afkalving tegen te gaan. Na zware stormen in januari en februari 1990 was het strand grotendeels onbruikbaar voor badgasten. De gemeente Vlissingen besloot daarom om het Nollestrand op te spuiten met zand om het strand weer toegankelijk te maken voor het publiek. Dit wordt nu periodiek gedaan om de kustlijn te beschermen.

### Evenementen
Het Nollestrand heeft een aantal evenementen gehuisvest. In augustus 1987 werd er een vliegerfestijn georganiseerd waarbij een Nederlands record werd gevestigd. Tijdens dit evenement zweefde een lint van 1.100 vliegers gedurende een half uur in de lucht, wat resulteerde in een nieuw record voor vliegertreinen.
In 2001 organiseerde Willem-Jan Buijs, eigenaar van strandpaviljoen Panta Rhei, een gratis muziekfestival genaamd Sunburn. Het festival vond plaats gedurende drie opeenvolgende jaren, maar werd in 2005 stopgezet. De hoge organisatiekosten, het ontbreken van een afgesloten terrein en de mogelijkheid om entreegeld te vragen leidden tot een minimale omzet. Tijdens het festival hebben onder anderen Rosemary's Sons en Racoon opgetreden.

## Trivia
- De band De Toegift bracht in 2023 een nummer uit met de titel Nollestrand waarin zanger Maxim Ventulé terugkijkt op zijn jeugdherinneringen aan deze plek.[9]